# Браун, Уильям (адмирал)
Уильям Браун (англ. William Brown) или Гильермо Браун (исп. Guillermo Brown; 22 июня 1777 — 3 марта 1857) — участник Войны за независимость испанских колоний в Латинской Америке 1810—1826, национальный герой Аргентины. Отец-основатель аргентинского флота.

## Биография

### Молодые годы
Уильям Браун родился в 1777 году в Фоксфорде, который в то время находился в составе Соединённого королевства Великобритании и Ирландии. Примерно когда ему было 9 лет, его семья переехала в Новый Свет и поселилась в Филадельфии в недавно получивших независимость Североамериканских Соединённых Штатах. Вскоре после их прибытия друг, пригласивший их и предоставивший им жильё и еду, скончался от жёлтой лихорадки. Несколько лет спустя от этой болезни умер и отец Уильяма. Молодой Уильям нанялся юнгой на судно.
После десяти лет плаваний в Атлантике Уильям Браун был принудительно забран на британский военный корабль. Во время Наполеоновских войн он попал во французский плен, но при переводе из Лорьяна в Мец смог бежать, переодевшись французским офицером; тем не менее его поймали и заключили в Верден. В 1809 году Браун сумел сбежать и оттуда, и добрался до немецких земель. По возвращении в Великобританию он 29 июля 1809 года женился в Кенте на Элизабет Читти. В том же году он переехал в Южную Америку и стал торговцем в Монтевидео. Там он стал совладельцем судна «Элиза», осуществлявшим торговые рейсы между Монтевидео и Буэнос-Айресом. После того, как оно потерпело кораблекрушение, он перебрался в Чили, где приобрёл шхуну «Индастриа» и стал впервые в Южной Америке осуществлять регулярные почтовые перевозки, но это не понравилось испанским колониальным властям.

### Война против Испании
Когда испанцы уничтожили судно Брауна, то провозгласившая независимость Аргентина, чтобы защитить свои берега от испанских рейдеров, решила создать свой флот, сделав Брауна главнокомандующим флотом в чине подполковника. 14 марта 1814 года он смог захватить стратегически важный остров Мартин-Гарсия, который называли «Гибралтаром Ла-Платы», в результате чего испанская эскадра, блокировавшая Буэнос-Айрес, сама оказалась заблокированной в Монтевидео. 14 мая Браун сумел выманить её из-под прикрытия береговых батарей, и в результате двухдневного сражения, в ходе которого Браун был ранен в ногу, аргентинцами было захвачено три испанских корабля. Испанцы потеряли контроль над Ла-Платой, и Монтевидео перешёл в руки аргентинцев.
В последующие годы Уильям Браун вместе с Ипполито де Бушаром атаковал испанские корабли и владения не только в Атлантике, но и в Тихом океане. Во время своего рейда он узнал, что по возвращении в Аргентину его ожидает военный трибунал, и поэтому предпочёл вернуться в Великобританию, откуда и выиграл свою личную юридическую и политическую битву. После этого он вновь вернулся в Аргентину, и 14 лет жил как частное лицо, занимаясь сельским хозяйством.

### Война против Бразилии
В конце 1825 года разразилась война между Аргентиной и Бразилией из-за спора о принадлежности земель к востоку от реки Уругвай. Так как у Аргентины не было ни флота, ни опытных командующих, то она предпочла отдать все силы войне на суше, игнорируя предложения «иностранца» Брауна о создании боевого флота. Однако, когда бразильский флот блокировал Ла-Плату, аргентинцам пришлось вновь взять Брауна на службу. Создав импровизированный флот, он стал атаковать бразильское побережье, нарушив бразильскую торговлю, а 24 февраля 1827 года в сражении у острова Хункаль уничтожил всю бразильскую эскадру, захватив в плен её командующего. 7-8 апреля потерпел поражение в морском сражении при Монте-Сантьяго, потеряв два корабля. В августе 1828 года война завершилась, и 15 октября губернатор провинции Буэнос-Айрес Мануэль Доррего произвёл Брауна в «бригадные генералы флота».
Войска, недовольные условиями подписанного мирного договора, устроили 1 декабря переворот во главе с Хуаном Гало де Лавалье, к которому примкнул и Браун. Но он, не желая участвовать в последовавшей гражданской войне, вновь ушёл в отставку и вернулся к частной жизни.

### Война против Уругвая
Недавно получивший независимость Уругвай появился на карте в результате компромисса, и вскоре в нём возобновилась борьба между теми, кто ориентировался на Аргентину и теми, кто ориентировался на Бразилию, быстро перекинувшаяся и на соседние страны. Правивший Аргентиной Хуан Мануэль де Росас вторгся в Уругвай и осадил Монтевидео, а вновь призванный на службу Браун разбил уругвайский флот, которым командовал его бывший подчинённый Джон Коу. 15 августа 1842 года он разгромил на реке Парана уругвайскую речную флотилию, которой командовал итальянский наёмник Джузеппе Гарибальди, и взял в плен его самого.
После свержения в 1852 году Росаса многие моряки, воевавшие на его стороне, были уволены новыми властями, однако Браун был оставлен  новым главой правительства Уркисой на посту командующего аргентинским флотом.

### Последние годы жизни
После выхода в отставку Браун доживал свои годы на вилле под Барракасом. Он скончался 3 марта 1857 года, и был похоронен с воинскими почестями.

## Память
В честь адмирала Уильяма Брауна названы:
- Эскадренные миноносцы типа «Альмиранте Браун»
- Тяжёлые крейсера типа «Альмиранте Браун»
- Эскадренный миноносец ARA Almirante Brown (D-10)
- Антарктическая станция "Браун"[англ.]
- Департамент Альмиранте-Браун в провинции Чако
- Муниципалитет Альмиранте-Браун в провинции Буэнос-Айрес
- Футбольный клуб Альмиранте Браун в Исидро-Касанова